# Ficus geocarpa
Ficus geocarpa är en mullbärsväxtart som beskrevs av Johannes Elias Teijsmann. Ficus geocarpa ingår i släktet fikonsläktet, och familjen mullbärsväxter. Inga underarter finns listade i Catalogue of Life.